# 210 км (посёлок)
210 км — посёлок в Промышленновском районе Кемеровской области. Входит в состав Окуневского сельского поселения.

## География
Посёлок находится на 210-м км железнодорожной линии Новосибирск — Ленинск-Кузнецкий. Центральная часть населённого пункта расположена на высоте 155 м над уровнем моря.

## Население
| 2010 |
| ---- |
| 3    |

### Половой состав
По данным Всероссийской переписи населения 2010 года, в посёлке 210 км проживало 3 человека (1 мужчина, 2 женщины).